# Xã Bowbells, Quận Burke, Bắc Dakota
Xã Bowbells (tiếng Anh: Bowbells Township) là một xã thuộc quận Burke, tiểu bang Bắc Dakota, Hoa Kỳ. Năm 2010, dân số của xã này là 42 người.